# Lew Nowobratski
Lew Iljicz Nowobratski (ros. Лев Ильич Новобратский, ur. 25 stycznia?/7 lutego 1907 w Jekaterynosławiu, zm. 22 marca 1980 w Moskwie) – funkcjonariusz radzieckich służb specjalnych, generał major.

## Życiorys
Urodzony w rodzinie żydowskiej, w 1918 skończył dwuklasową szkołę miejską, od 22 stycznia 1920 pracował w jekaterynosławskiej gubernialnej Czece, od marca 1921 do marca 1922 w Wydziale Specjalnym Czeki 1 Armii Konnej w Rostowie nad Donem. Od marca do września 1922 w Wydziale Specjalnym GPU w Moskwie, później w Wydziale Specjalnym OGPU Północnokaukaskiego Okręgu Wojskowego, od stycznia 1925 do sierpnia 1927 pomocnik pełnomocnika tego wydziału, od sierpnia 1927 do września 1928 pełnomocnik Wydziału Specjalnego OGPU 9 Dywizji w Rostowie nad Donem, od września 1928 do 17 sierpnia 1929 w Wyższej Szkole Pogranicznej OGPU ZSRR, następnie wrócił na poprzednie stanowisko. Od stycznia 1931 do września 1932 pełnomocnik operacyjny Wydziału Specjalnego OGPU Północnokaukaskiego Okręgu Wojskowego, od września 1932 do czerwca 1933 studiował w Instytucie Orientalistyki w Moskwie, od 15 lipca 1933 do 10 lipca 1934 pełnomocnik operacyjny Oddziału 3 Wydziału Specjalnego OGPU ZSRR, od 10 lipca 1934 do 23 czerwca 1935 pełnomocnik operacyjny Oddziału 7 Wydziału Specjalnego Głównego Zarządu Bezpieczeństwa Państwowego, od 23 czerwca 1935 do 28 stycznia 1937 pomocnik szefa Oddziału 11 Wydziału Specjalnego Głównego Zarządu Bezpieczeństwa Państwowego, od 5 grudnia 1935 starszy porucznik bezpieczeństwa państwowego. Od 28 stycznia do 7 lutego 1937 szef Oddziału 7 Wydziału 5 Głównego Zarządu Bezpieczeństwa Państwowego, od kwietnia do 1 września 1937 zastępca szefa Oddziału 5 Wydziału 3 Głównego Zarządu Bezpieczeństwa Państwowego, od 1 września 1937 do maja 1938 szef tego oddziału, 8 kwietnia 1938 awansowany na kapitana bezpieczeństwa państwowego. Od maja do 1 listopada 1938 szef Oddziału 3 Wydziału 3 Zarządu 1 NKWD ZSRR, od 1 listopada 1938 do 15 października 1939 szef Oddziału 3 Wydziału 3 Głównego Zarządu Bezpieczeństwa Państwowego, od 15 października 1939 do 26 lutego 1941 zastępca szefa Wydziału 3 Głównego Zarządu Bezpieczeństwa Państwowego, 24 września 1940 awansowany na majora bezpieczeństwa państwowego. Od 26 lutego do 12 sierpnia 1941 szef Oddziału 3 Zarządu 2 NKGB ZSRR, od 12 sierpnia 1941 do 16 maja 1943 szef Wydziału 3 Zarządu 2 NKWD ZSRR, 14 lutego 1943 awansowany na pułkownika bezpieczeństwa państwowego, od 16 maja 1943 do stycznia 1946 szef Wydziału 6 Zarządu 2 NKWD ZSRR, 20 września 1943 mianowany komisarzem bezpieczeństwa państwowego, a 9 lipca 1945 generałem majorem. Od listopada 1945 do kwietnia 1946 szef wydziału spraw operacyjnych radzieckiej części sojuszniczej komisji ds. Austrii, od kwietnia 1946 do 15 kwietnia 1947 pomocnik wojskowego komisarza radzieckiej części tej komisji, od czerwca 1947 do marca 1951 w dyspozycji Rady Ministrów ZSRR, od 22 marca 1951 do 9 kwietnia 1953 zastępca szefa Zarządu Ochrony MGB/MWD Kolei Kujbyszewskiej, od 9 kwietnia do 8 lipca 1953 szef Wydziału 2 Zarządu 1 Głównego MWD ZSRR, następnie w dyspozycji Zarządu Kadr MWD ZSRR, 13 lutego 1954 zwolniony ze służby.

## Odznaczenia
- Order Lenina (4 grudnia 1945)
- Order Czerwonego Sztandaru (dwukrotnie - 3 listopada 1944 i 24 listopada 1950)
- Order Wojny Ojczyźnianej I klasy (31 maja 1945)
- Order Czerwonego Sztandaru Pracy (20 września 1943)
- Order Czerwonej Gwiazdy (26 kwietnia 1940)
- Order „Znak Honoru” (19 grudnia 1937)
- Odznaka "Honorowy Funkcjonariusz Czeki/GPU (XV)" (16 grudnia 1935)

I 9 medali.